# Desmiphoropsis variegata
Desmiphoropsis variegata är en skalbaggsart som först beskrevs av Audinet-serville 1835.  Desmiphoropsis variegata ingår i släktet Desmiphoropsis och familjen långhorningar. Inga underarter finns listade i Catalogue of Life.